# Rue de Damas
La rue de Damas est une rue commerçante du centre-ville de Beyrouth, capitale du Liban.

## Situation et accès
Elle s'étend du nord au sud. 
Elle est connue pour ses nombreuses boutiques, ses restaurants (Dunya Beirut, Falamanki, Liwan, al-Nawafir, etc.) et terrasses de cafés et ses grands immeubles de bureaux.
Des projets de pistes cyclables, de zones piétonnières et d'aménagements d'espaces verts le long de la rue sont régulièrement étudiés.

## Origine du nom
Elle doit son nom à la capitale syrienne, Damas. 

## Historique
Pendant la guerre de 1975-1990, la rue de Damas constituait la ligne de démarcation entre Beyrouth-Ouest et Beyrouth-Est, c'est-à-dire entre les quartiers chrétiens et musulmans. On l'appelait la ligne verte.

## Bâtiments remarquables et lieux de mémoire
Le Musée national de Beyrouth et l'université Saint-Joseph de Beyrouth donnent rue de Damas, ainsi que l'ambassade  et le consulat général de France. L'Institut français du Liban et le Grand Lycée franco-libanais s'y trouvent également.

### Livres
« Cette rue de damas qui se prolonge par la route du même nom relie le port de Beyrouth à la Syrie. Le Liban moderne se construira autour de ce nerf qui acheminait vivres et mode de vie occidentale, de l’Europe vers l’intérieur de l’Arabie, définissant ainsi la raison d’être contemporaine du pays, délimitant également les deux secteurs confessionnels de la capitale: c’est de part et d’autre de cet axe appelé ligne de démarcation que s’articuleront, en effet, les guerres du Liban ... »
Antoine Boulad, « une des voix les plus originales de la poésie libanaise francophone », raconte 950 mètres de sa rue de Damas qu’il parcourt en boucle. « Ces fragments d’enfance ne s’ordonnent point chronologiquement mais en marchant ! »
Extrait du livre :Rue de Damas" de l'auteur Antoine Boulad.